# Надія (округ)
Округ На́дія (Pron: nɔd̪iːaː) (Бенгалі: নদিয়া জেলা) — це район штату Західна Бенгалія, у східній Індії. Він межує з Бангладеш на сході, районами Північні 24 Парґани і Хуглі на півдні, Бардгаман на заході, а Муршідабад на півночі.
На́дія (англ. Nadia district, бенг. নদিয়া জেলা) — округ в індійському штаті Західна Бенгалія. На півночі межує з округом Муршідабад, на заході — з округами Бардгаман і Хуглі, на півдні з округом Північні 24 паргани і на сході з Банґладеш. Найбільший міський округ та його адміністративний центр — Кришнанаґар.
На території округу розташоване місто Набадвіп, котрий цар династії Сена, Лакшмана Сена (правив Бенгалією в період з 1179 по 1206 рік) зробив своєю столицею. В 1202 році Навадвипа була захоплена ісламським афганським полководцем Бахтіяром Хілджі, який, хоча й отримав перемогу над Лакшманом Сеною, не зміг встановити контроль над Бенґалією.
| Індія | Це незавершена стаття з географії Індії. Ви можете допомогти проєкту, виправивши або дописавши її. |